# Tomáš Jarmara
Tomáš Jarmara (* 19. února 1968 Ostrava) je český politolog a vysokoškolský učitel, v letech 2012 až 2020 děkan Pedagogická fakulty Ostravské univerzity (PdF OU) a od roku 2022 rektor CEVRO Univerzity.

## Život
Narodil se v únoru 1968 v Ostravě. V letech 1987 až 1992 absolvoval studium na Pedagogické fakultě Ostravské univerzity. Poté byl zaměstnaný jako učitel na základní škole v Porubě a následně jako učitel na gymnáziu v Hrabůvce. Již v roce 1995 ale odešel zpět na univerzitu, tentokrát však na Katedru společenských věd VŠB-TUO, kde začal působit jako odborný asistent pro politologii. Zároveň se stal pedagogem na Fakulta veřejných politik Slezské univerzity v Opavě. V roce 2004 absolvoval doktorské studium politologie na Filozofické fakultě Univerzity Palackého a získal titul Ph.D.
V letech 1998 až 2006 pracoval Jarmara vedle své akademické dráhy také jako asistent poslance a také jako komentátor a analytik pro Českou televizi. V roce 2005 Jarmara přešel na Katedru výchovy k občanství PdF OU. V roce 2013 se Jarmara habilitoval v oboru politologie na Univerzitě Komenského v Bratislavě. V roce 2012 se stal děkanem PdF OU, když ve funkci nahradil Josefa Malacha. Ve funkci setrval po dvě funkční volební období do konce října roku 2020, kdy jej nahradil Daniel Jandačka.
V září 2022 se Jarmara stal rektorem CEVRO Institutu (od roku 2025 CEVRO Univerzity).